# Metallyticus
Famille
Genre
Metallyticus est un genre de mantes, le seul de la famille des Metallyticidae.
Ils vivent en Asie du Sud-est.

## Liste des espèces
- Metallyticus fallax Giglio-Tos, 1917
- Metallyticus pallipes Giglio-Tos, 1917
- Metallyticus semiaeneus Westwood, 1889
- Metallyticus splendidus Westwood, 1835
- Metallyticus violacea (Burmeister, 1838)

## Référence
- Classification de Hallan